# Mantou
Mantou (kinesiska 馒头, pinyin mántou) är ett ångkokt vanligen runt bröd från Kina som därifrån spritt sig till många länder. Namnet, som med ett annat första tecken kan förstås som "barbarhuvud" är knutet till en populär berättelse enligt vilken strategen Zhuge Liang, som levde på 300-talet, ska ha förmått sydkinesiska stammar att i ritualer ersätta riktiga huvuden med dessa ångkokta bröd.